# Margot Parker
Margot Parker (ur. 24 lipca 1943 w Grantham) – brytyjska polityk, posłanka do Parlamentu Europejskiego VIII kadencji.

## Życiorys
Absolwentka Uniwersytetu De Montfort. Pracowała w branży odzieżowej, następnie jako menedżer i dyrektor ds. sprzedaży produktów telekomunikacyjnych, a później w branży konsultingowej. W latach 1996–2014 była rzeczniczką organizacji BPMA (stowarzyszenia promującego brytyjskie produkty). W 2009 bez powodzenia kandydowała do PE z listy Libertasu. Następnie dołączyła do Partii Niepodległości Zjednoczonego Królestwa, bezskutecznie ubiegając się o mandat poselski w 2010 i w 2012.
W wyborach europejskich w 2014 z ramienia UKIP uzyskała mandat eurodeputowanej VIII kadencji. W 2019 opuściła UKIP, dołączając do nowego ugrupowania Brexit Party.